# براندان فولي
براندان فولي (بالإنجليزية: Brendan Foley)‏ هو كاتب سيناريو وصحفي بريطاني، ولد في القرن العشرين.

## وصلات خارجية
- براندان فولي على موقع IMDb (الإنجليزية)
- براندان فولي على موقع قاعدة بيانات الفيلم (الإنجليزية)